# Polialfaolefina
Polialfaolefina (PA0) es un lubricante sintético compuesto por hidrocarburo. Se caracteriza por su estabilidad térmica, su buena viscosidad, aún a temperaturas elevadas, su capacidad de resistir altas presiones y su estabilidad a la oxidación. Se han desarrollado diferentes tipos de PAO. Se emplean con ciertos aditivos, en la actualidad fundamentalmente con nanopartículas, en lubricantes para engranajes, reductores y otros usos industriales.
- Datos: Q9061382